# Арґісса-Маґула
Арґісса-Маґула — поселення епохи неоліту, що його виявив сербський археолог Володимир Мілойчич під курганом у Фессалії (сучасна Греція). Саме Мілойчич, будучи співробітником Гейдельберзького університету у 1950-х роках провів розкопки та заявив, що віднайшов сліди докерамічного неоліту.